# Blagoy Ivanov
Blagoy Aleksandrov Ivanov (en bulgare : Благой Александров Иванов ), né le 9 octobre 1986 à Sandanski en Bulgarie, est un pratiquant bulgare d'arts martiaux mixtes (MMA) et de sambo. Il a combattu dans la catégorie des poids lourds à l'Ultimate Fighting Championship de 2018 à 2023 et à la Professional Fighters League. Il a également été champion du monde de sambo en 2008.

## Jeunesse et débuts
Il est le descendant de deux générations de policiers. Il a commencé à concourir en judo en tant que représentant national poids lourd pour la Bulgarie et il s'est classé premier aux Championnats junior des Balkans en 2003, alors qu'il était âgé de 16 ans. Il a ensuite continué en compétition jusqu'au niveau des Championnats d'Europe mais n'a terminé que 7e au tournoi U23 de 2007 et n'a pas tenté de représenter la Bulgarie aux Jeux olympiques de 2008. Ivanov a choisi de se lancer dans une carrière d'arts martiaux mixtes plutôt que de représenter la Bulgarie aux Jeux olympiques de 2012.

## Sambo
En 2006, il obtient la médaille de bronze dans la catégorie des poids mi-lourds aux Championnats du monde de Sambo à Sofia.
En 2008, il obtient la médaille d'or aux championnats du monde à Saint-Pétersbourg après avoir battu le quadruple champion du monde Fedor Emelianenko en demi-finale le 16 novembre et l'allemand Stefan Janos (en) en finale le lendemain.
Ivanov avait déjà affronté Emelianenko en février 2008 lors de la Coupe du Président de Sambo en Russie.

## Carrière dans les arts martiaux mixtes (MMA)
Ivanov a commencé sa carrière dans les arts martiaux mixtes dans son pays d'origine, la Bulgarie, où il effectue 3 combats (2 victoires et 1 NC) avant de se rendre à la World Victory Road (en), où il signe un contrat de trois combats. Son premier combat a eu lieu à World Victory Road Presents: Sengoku 9 (en) où il a battu le vétéran du Pride FC Kazuyuki Fujita par décision partagée, brisant ses deux mains dans le combat.
Ivanov devait ensuite affronter le frère de Fedor, Aleksander Emelianenko, mais ce combat et finalement l'événement entier au cours duquel le combat aurait dû avoir lieu ont été annulés parce que Blagoy s'était cassé les deux mains dans le combat contre Fujita et n'avait pas été en mesure de guérir assez vite et de se préparer correctement pour son combat contre Aleksander.
Dans la capitale de la Bulgarie, Sofia, Dimitrov a battu un autre combattant bulgare de MMA bien connu, Svetoslav Zahariev, qui était alors champion d'Europe de grappling dans la catégorie des poids lourds. Dans l'interview donnée après le combat, Dimitrov a déclaré qu'il était prêt pour un match revanche avec Svetoslav, mais également avec son frère, qui est lui aussi un combattant. Il a ajouté qu'il avait besoin de plus de matches faciles comme le dernier afin de se mettre en forme pour de "vrais défis".
En 2010, il déménage à Las Vegas.

### Bellator MMA
Le 15 mars 2011, Ivanov a annoncé qu'il avait signé un contrat pour combattre pour Bellator. Il fait ses débuts le 26 mars 2011 contre William Penn et gagne par TKO au premier round.
Ivanov devait affronter Thiago Santos (en) dans le cadre d'un tournoi de quarts de finale le 1er octobre à L'Auberge Casino Resort à Lake Charles, en Louisiane. Le tournoi devait déterminer un prétendant n°1 pour affronter le champion Cole Konrad (en). Santos n'a cependant pas pu voyager depuis le Brésil pour l'événement et a été remplacé par Zak Jensen.
Il a battu Jensen par soumission technique en l'étranglant à la guillotine à 2:35 du deuxième round. Le champion du monde de sambo 2008 a utilisé une technique de boxe supérieure, de la vitesse et une très bonne précision pour ensanglanter le visage de Jensen, au premier round. Alors que ce dernier avançait pour tenter de pousser Ivanov contre la clôture, il a laissé son cou exposé. Ivanov a serré la guillotine dans son étranglement, laissant Jensen inconscient et incapable de taper. La performance impressionnante d'Ivanov prolonge sa séquence de victoires en carrière à onze.
Le 24 décembre 2011, Ivanov a battu Ricco Rodriguez au troisième round par TKO avec un coup de pied dans le haut du corps qui, selon certains, a touché la tête de Rodriguez, alors qu'il se relevait encore de ses genoux. Le combat a eu lieu à Tchekhov, dans la banlieue de Moscou, et Ivanov a combattu sous la bannière russe.

### Retour au MMA
Ivanov a fait son retour dans les arts martiaux mixtes après une absence de 21 mois en raison de blessures subies lors d'une bagarre dans un bar et a combattu Manny Lara le 13 septembre 2013 au Bellator 99 dans la catégorie des poids mi-lourds. Il a remporté le combat par soumission au premier round.
Ivanov a ensuite combattu le 22 novembre 2013 au Bellator 109 et a affronté Keith Bell. Il a d'abord été mis au sol par Bell au début du combat, mais il a récupéré et a remporté le combat par soumission.
En mars 2014, Ivanov est revenu dans la division des poids lourds. Il a affronté Rich Hale (en) au premier tour du tournoi Bellator Saison 10 Poids-lourds au Bellator 111 le 7 mars 2014. Il a remporté le combat par décision unanime.
Il a affronté Lavar Johnson (en) en demi-finale au Bellator 116 le 11 avril 2014 et a gagné par soumission au premier tour.
Il a affronté le russe Alexander Volkov (combattant) (en) en finale du tournoi le 17 mai 2014 au Bellator 120. Il a perdu le combat par soumission au deuxième round, ce qui a entraîné sa première défaite professionnelle.

### World Series of Fighting (WSOF)
Le 24 janvier 2015, il a été annoncé que Blagoy Ivanov avait signé avec la Professional Fighters League.
À ses débuts, Ivanov a affronté le grec Smealinho Rama pour le championnat des poids lourds WSOF au WSOF 21 le 5 juin 2015. Il a remporté le combat et le championnat grâce à une soumission au troisième round.
Ilanov a fait sa première défense de titre contre Derrick Mehmen (en) au WSOF 24 le 17 octobre 2015. Il a remporté le combat par TKO au deuxième round.
Pour sa deuxième défense de titre, Ivanov a affronté Josh Copeland au WSOF 31 le 17 juin 2016. Il a remporté le combat par décision unanime (49-46, 49-46 et 48-47).
Pour sa troisième défense de titre, Ivanov a affronté Shawn Jordan (en). Le combat était initialement prévu pour le 28 février (indiqué par erreur comme le 25 février) mais a été reporté au 18 mars 2017,. Ivanov a remporté le combat par TKO au premier round.

### Ultimate Fighting Championship (UFC)
Le 25 avril 2018, il a été annoncé qu'Ivanov avait signé avec l'Ultimate Fighting Championship. Il fait ses débuts à l'UFC contre l'ancien champion des poids lourds de l'UFC Júnior dos Santos le 14 juillet à l'UFC Fight Night 133. Il perd le combat par décision unanime.
Lors de son deuxième combat pour la promotion, Ivanov a affronté Ben Rothwell (en) le 9 mars 2019 à l'UFC Fight Night 146. Il a remporté le combat par décision unanime.
Lors de son troisième combat avec l'UFC, il a affronté l'australien Tai Tuivasa le 8 juin 2019 à l'UFC 238. Il a remporté le combat par décision unanime.
Ivanov a ensuite affronté Derrick Lewis le 2 novembre 2019 à l'UFC 244. Il perd le combat par décision partagée.
Il devait affronter Augusto Sakai (en) le 9 mai 2020 à l'UFC 250. Cependant, le 9 avril, Dana White, le président de l'UFC, a annoncé que cet événement était reporté et le combat a finalement eu lieu le 30 mai 2020 à l'UFC sur ESPN : Woodley vs. Burns. Ivanov a perdu le combat par décision partagée.
Il devait affronter le polonais Marcin Tybura le 27 mars 2021 à l'UFC 260 , mais il a été retiré du combat, invoquant une blessure.
Le 7 mai 2022, il affronte Marcos Rogério de Lima (en)  à l'UFC 274. Il remporte le combat par décision unanime.
Il affronte de nouveau Marcin Tybura le 4 février 2023 à l'UFC Fight Night 218. Il perd le combat par décision unanime.
Pour son dernier combat avec l'UFC, Ivanov a affronté Alexander Romanov (en) à l'UFC on ESPN 48 le 1er juillet 2023. Il a perdu le combat par décision unanime.
Le 20 juillet 2023, il a été annoncé que Blagoy Ivanov ne figurait plus sur la liste des combattants de l'UFC.

## Incident de bagarre dans un bar
Au petit matin du 26 février 2012, un groupe de huit hommes est entré dans le bar « Ice » à Sofia et a attaqué Ivanov et ses deux amis. Ivanov a été poignardé sous le sternum et un de ses poumons a été endommagé. Il a repoussé tous les assaillants et a hélé un taxi pour l'emmener à l'hôpital. Son processus vital a été engagé et après six heures d'intervention médicale vitale à l'hôpital Pirogov de Sofia, son état s'est stabilisé à l'aide d'un respirateur artificiel. Il est ensuite resté en soins intensifs pendant plusieurs semaines.
La police a arrêté un suspect de 23 ans, surnommé Dampela (« l'haltère »), avec un long casier judiciaire, et l'a accusé d'agression au couteau. Le ministre bulgare de l'Intérieur, Tsvetan Tsvetanov, a utilisé la rapidité de l'arrestation comme argument du succès de la lutte du pays contre le crime organisé, dans un discours prononcé deux jours après l'attaque,,.
Le 5 mars 2012, Ivanov était dans un état stable, ayant repris connaissance au cours du week-end. Alors que sa vie était toujours considérée comme en danger, il a été soumis à un traitement plus doux.
Dampela a affirmé dans ses interrogatoires qu'Ivanov avait initié le combat, en le giflant au visage. Dampela avait un casier judiciaire pour extorsion de fonds, trafic de stupéfiants et immatriculation frauduleuse de voitures. L'avocat de la défense a affirmé que Dampela ne savait pas qu'il avait poignardé Ivanov et s'est rendu à la police immédiatement après avoir découvert qu'il le savait. L'accusation a affirmé que Dampela s'était vanté de l'incident et avait choisi de se battre avec Ivanov dans un accès de colère dû à l'ivresse.
Le 12 mars 2012, l’état d’Ivanov s’est détérioré. Une deuxième opération a été réalisée et il a été placé dans un coma artificiel. Le 19 mai, il a été sorti du coma artificiel et a parlé brièvement avec ses médecins, qui ont décrétés qu'il devrait se rétablir complètement d’ici six mois à un an. Dampela est quant-à-lui resté en détention permanente,.
Vers le 12 mai 2012, Ivanov a retrouvé la capacité de parler et a donné une brève conférence de presse le 19 à l'hôpital. Il a déclaré qu'il voulait revenir sur le ring et les médecins ont confirmé qu'il serait capable de récupérer d'ici six mois à un an.
Le 28 mai, il a quitté l'unité de soins intensifs de l'hôpital. Il a déclaré qu'il souhaitait revenir à la compétition et les médecins ont confirmé qu'il pourrait revenir l'année suivante.
Ivanov a fait son retour en MMA en septembre 2013 et a remporté ses quatre combats suivants.

## Palmarès en arts martiaux mixtes
| 27 combats     | 19 victoires | 7 défaites |
| Par KO         | 6            | 0          |
| Par soumission | 6            | 1          |
| Sur décision   | 7            | 6          |
| Sans décision  | 1            | 1          |